# Casa del 8 del Carrer de Sant Jaume
La Casa del 8 del Carrer de Sant Jaume és un edifici de la vila de Vilafranca de Conflent, a la comarca d'aquest nom, de la Catalunya del Nord. Està inventariat com a monument històric.
Està situada en el número 8 del carrer de Sant Jaume, en la parcel·la cadastral 166, en el sector meridional del centre de la vila. A prop de l'església parroquial de Sant Jaume, és la quarta (o cinquena, tenint en compte que Casa Deixona, la segona d'aquest rengle de cases, està subdividida en dues) a comptar des del temple parroquial.

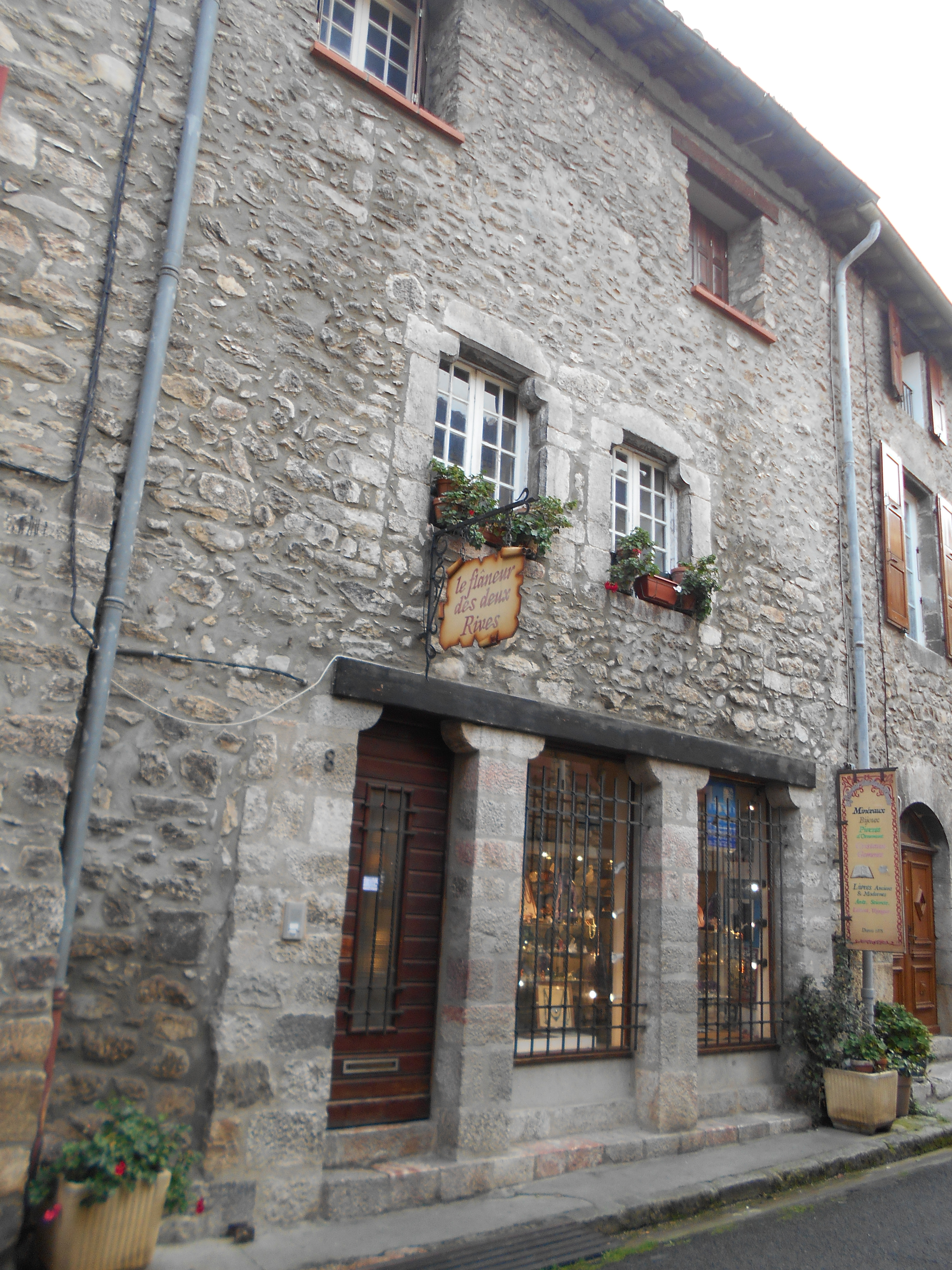
Vista un xic més frontal de la casa, amb la part reconstruïda en primer terme

És un edifici que es remunta al segle xiii. Té un ràfec llarg, de 7,40 m. L'aparell de construcció és bast, en el qual només les obertures estan emmarcades amb pedres ben tallades. Al primer nivell, hi ha uns pilars d'època recent; al segon nivell hi ha dues finestres amb dintells sobre coixinets de quart de cercle als angles de l'obertura. No semblen homogenis, ja que presenten arestes vives a la dreta i, en canvi, una forma aixamfranada a l'esquerra, i fan l'efecte d'haver sigut muntats en aquest lloc portats d'una altra banda. A la planta baixa hi ha una gran arcada paral·lela al carrer, de factura molt rústica. En l'actualitat (2018), l'aspecte de la casa és molt diferent de com figura a la base de dades dels monuments històrics.